# Linghem (Zweden)
Linghem is een plaats in de gemeente Linköping in het landschap Östergötland en de provincie Östergötlands län in Zweden. De plaats heeft 2484 inwoners (2005) en een oppervlakte van 164 hectare.

## Verkeer en vervoer
Bij de plaats loopt de Riksväg 35.
De plaats heeft een station aan de spoorlijnen Katrineholm - Malmö en Katrineholm - Nässjö.